# 犬鱗矛背隆頭魚
犬鱗矛背隆頭魚，為輻鰭魚綱鱸形目隆頭魚亞目隆頭魚科的其中一種，分布於西大西洋區，從美國佛羅里達州南部、百慕達群島至巴西海域，棲息深度1-15公尺，體長可達9.4公分，棲息在水淺的海草床，生活習性不明，可作為觀賞魚。